# Seán Calleary
Seán Calleary (27 octobre 1931-4 juin 2018) est un homme politique irlandais membre du Fianna Fáil. Il est député au Dáil Éireann de 1973 à 1992, représentant la circonscription de Mayo East.

## Biographie
Son père Phelim Calleary est Teachta Dála (député) pour la circonscription de Mayo North de 1952 à 1969. Originaire de Ballina, dans le comté de Mayo, il fait ses études au Garbally College de Ballinasloe, dans le comté de Galway. Il est membre du Conseil du comté de Mayo de 1967 à 1987 avant de devenir député du Fianna Fáil pour la circonscription de Mayo East de 1973 à 1992. Il a été ministre d'État au Département de la fonction publique de 1979 à 1981, au ministère de l'Industrie et du Commerce en 1982 et au ministère des Affaires étrangères de 1987 à 1992.
Son fils Dara Calleary est député du Fianna Fáil pour la circonscription de Mayo depuis les élections générales de 2007.
Calleary est décédée le 4 juin 2018 à l'âge de 86 ans